# 大坪文雄
大坪 文雄（おおつぼ ふみお、1945年9月5日 - ）は、パナソニック株式会社特別顧問。パナソニック株式会社代表取締役社長、同社代表取締役会長、帝人取締役、関西電力監査役、関西大学理事等を歴任した。
関西電力監査役として原発立地に絡む森山栄治元部落解放同盟福井県連合会書記長からの金品受領問題を知りながら報告しなかったとし、関西電力の調査で善管注意義務違反を指摘されたが、損害賠償請求は見送られた。

## 経歴

### 生い立ち
大阪府出身。1971年、大阪府立市岡高等学校を経て関西大学工学部卒業・同大学院工学研究科機械工学専攻修士課程修了後、松下電器産業（現・パナソニック）に入社する。

### 実業家として
- 1989年1月 - シンガポール松下無線機器（株）代表取締役社長に就任。
- 時期不明 交野松下（現・パナソニック交野。障害者雇用のための特例子会社）代表取締役社長に就任[2]。
- 1998年6月 - 松下電器産業取締役に就任。AVC社副社長、オーディオ・光ディスク事業担当。
- 2000年6月 - 松下電器産業常務取締役に就任。AVネットワークグループ担当。
- 2001年4月 - AVCネットワーク事業グループ長に就任。
- 2002年6月 - AVC社代表取締役社長に就任。蓄積デバイス事業担当。
- 2003年1月 - パナソニックAVCネットワークス社代表取締役社長に就任。
  - 同年6月 松下電器産業代表取締役専務に就任[3]。
- 2006年6月 - 中村邦夫の後任として第7代目の松下電器産業代表取締役社長に就任（中村は取締役会長へと退く）。
- 2008年10月 - パナソニック代表取締役社長に就任。デジタルコンテンツ協会会長[4]。
- 2012年6月 - パナソニック代表取締役会長に就任[3]（中村は相談役へと退く）。
- 2012年度 役員報酬1億1300万円。[5]
- 2013年 - パナソニック特別顧問[3]。
- 2016年6月 - 帝人社外取締役に就任[3]。
- 2016年 - 学校法人関西大学理事[3]。
- 2017年 - 関西電力監査役[3]。

### 社名変更発表後からの動き
2008年
- 1月10日 - 同年10月1日より社名を「パナソニック株式会社」へ変更し、「ナショナル」ブランドを廃止する旨を自ら公式発表。
- 6月26日 - 定例株主総会にて社名変更正式決定。
- 6月30日 - 「ナショナル」商標公式使用をこの日製造・出荷・発売分限りで完全終了。
- 7月1日 - この日以降に新規製造・発売される全ての松下（パナソニック）製品・松下（パナソニック）系列店看板は（白物を含め）全て商標を「パナソニック」に統一して出荷（当初社名変更後の10月1日以降とされていたものを前倒しで実施）。
- 8月5日 - 新生「パナソニックグループ」統一新社歌の作曲を久石譲に依頼（同日付の全国地方紙朝刊経済面にて一斉報道）。
- 8月21日 - 「松下電工（ナショナル）リビング ショウルーム」及び「ナショナルセンター」を（2008年）10月1日より「パナソニック リビング ショウルーム」へ名称変更する旨を公式発表。
- 8月25日 - （前代未聞の大規模かつ徹底した製造・流通・在庫管理・照合により）松下グループ全社を挙げて（2008年）9月30日までに旧来の「ナショナル」ブランド製品在庫を完全に売り切る（限りなくゼロに近づける）計画を発表。
- 9月16日 - 社名変更日（10月1日）に発売される新生「パナソニック」ブランド白物家電2008年秋モデルを自ら一斉に公式発表。同時に松下提供番組の題名変更も公式発表（ナショナル劇場は「パナソニック ドラマシアター」へ改題。歌のない歌謡曲は題名こそそのままだが、旧来の三木鶏郎作曲「明るいナショナル」公式使用は完全終了しテーマ曲を変更）。
- 10月1日 - 新生「パナソニック株式会社」の初代代表取締役社長へ就任。
- 11月1日 - 経営再建中の三洋電機買収に向けた交渉を開始する旨を公式発表（実現すれば日立製作所を抜き、売上高約11兆円（2007年度連結合算）を誇る国内最大の電機メーカーへと成長）。

※白物家電カタログ表紙における「National」商標掲載は2008年8月発行分（シェーバーカタログは同年7月発行分）を以て完全終了。（2008年）翌9月（シェーバーカタログは同年8月）発行分以降、白物家電カタログ表紙の商標は「Panasonic ideas for life」に完全統一された（梱包箱及び取扱説明書の奧付に記載の社名は2008年10月1日製造・出荷・発売分より全て「パナソニック株式会社」及び「パナソニック電工株式会社」等に変更）。
2009年
- 2月 - （世界的な金融危機によるデジタル家電売り上げ低迷の影響で2008年度の最終決算が大幅な赤字に転落する見込みである事から）管理・幹部職員に対し「（ボーナス商戦直前の同年7月までに）自社製品を10万円或いは20万円以上積極的に購入して業績回復に貢献する」旨を通達する「バイ・パナソニック（Buy Panasonic）運動」を開始。
- 3月 - （「パナソニック」へのブランド統一最終段階として）1994年に採用されたパナソニックショップキャラクター「パナ坊」の公式使用を2010年3月31日を以て完全終了する事を決定（パナソニックショップ各店へ配布した同年4月発行のパナソニック各製品カタログにその旨の文書を同封）。
- 6月 - 経営再建中の三洋電機を本年（2009年）9月1日よりパナソニックグループの傘下に置く（パナソニックの子会社とする）事が正式決定（6月26日三洋の株主総会で佐野精一郎社長がその旨を報告、時期的に総会直後にも株式公開買付（TOB）を開始するとみられていたが、独占禁止法抵触回避のための手続が長期化し延期されている）。
- 7月 - 母校関西大学の名誉博士号を授与される。
- 11月4日 - 三洋電機の株式公開買付（TOB）を開始。三洋も賛同し、これにより三洋は同年12月28日までにパナソニックグループの傘下に収まる事が確定、パナソニックは連結売上高で日立製作所、電機部門の売上高で米・ゼネラル・エレクトリック（GE）にそれぞれ迫る、国内そして世界最大級の巨大電機メーカーへと成長する。
- 12月21日 - 三洋電機のTOBが成立し同社株式の50.27%を取得、これにより三洋はパナソニックの連結子会社となる。

2010年
- 5月7日  -（子会社となった）三洋電機の白物家電事業を将来的に統合する旨を、同年3月期決算発表記者会見の場で発表。
- 7月28日 - パナソニックグループ傘下に収めた三洋電機とパナソニック電工を2011年3月末までに完全子会社化する旨を公式発表。これにより三洋とパナソニック電工の株式は、完全子会社化が成立する直前を以て上場廃止。また、完全子会社化後に3社を中心としたパナソニックグループ全体の抜本的再編と、「SANYO」ブランドを2011年度内に原則廃止して「Panasonic」へ一本化する方針も同時発表。
- 8月23日 - 完全子会社化に向けて、三洋電機・パナソニック電工両社のTOB（株式公開買付）を開始した旨を公式発表。
- 10月22日 - 2012年3月31日を以て、海外の一部地域・製品を除いて「SANYO」商標公式使用を終了し、三洋系列店「スマイるNo.1ショップ」をパナソニックショップに統合する旨を公式発表。

「SANYO」ブランドでの新製品発表は2011年3月31日付を以て終了。翌4月1日以降「SANYO」ブランド製品の生産・出荷は段階的に縮小し、国内向けの生産・出荷は2012年3月31日出荷分を最後に完全終了する（eneloopやGOPANなどの人気商品は商品ブランド名を維持したままリニューアル時に「Panasonic」ブランドへ変更、他の商品はそのまま生産終了となるかブランド変更の上既存商品ブランドへ統合される見込み）。そして2012年4月以降は「在庫・展示品限り」となり、完売次第市場からは消滅する。同時に三洋系列店「スマイるNo.1ショップ」は、三洋の完全子会社化成立後から品揃えを徐々にパナソニックショップと同様に近づけていき、2011年10月1日からは看板より「SANYO」文字を外して「Panasonic」へ書き換える（パナソニックショップへの転換）作業を開始、国内での商標公式使用終了（2012年3月31日）までに作業を完了させた。
- 12月21日 - 三洋電機・パナソニック電工両社と株式交換契約を締結。両社を2011年3月29日付で上場廃止とし、4月1日付で完全子会社化する旨を公式発表。

2011年
- 3月4日 - 三洋電機の臨時株主総会に出席。株式交換契約承認前に、三洋の佐野精一郎社長とともに完全子会社化と2011年度内に実施する事業再編の要旨を説明し、（新たにパナソニック株主となる）三洋の少数株主に理解を求めた。
- 4月1日 - 三洋電機・パナソニック電工を完全子会社化。前述の通り同日から「SANYO」ブランド製品の生産・出荷は縮小（この日以降発売の三洋新製品は商標を全て「Panasonic」に統一して出荷）、翌2012年3月31日出荷分を最後に完全終了する予定。
- 4月28日 - 国際競争力強化のため、国内外パナソニックグループ全体で計4万人のリストラ（人員削減）と（子会社化した三洋電機において親会社と重なっている）事業の統合・吸収を発表。
- 7月27日 - 子会社化した三洋電機の白物家電事業をハイアールに約100億円で売却する旨を公式発表（これにより親会社パナソニックと重複する三洋事業の大幅リストラを推進）。
- 12月24日 - 三洋電機本社社屋より「SANYO」ロゴ看板撤去、翌25日に「Panasonic」看板に掛け替え。

2012年
- 1月1日 - パナソニック電工吸収合併及び三洋電機再編により新生パナソニックグループ発足。全国の三洋グループ工場・営業拠点看板はこの日以降（これまでの「SANYO」から）「Panasonic」へ一斉掛け替え。
- 2月10日 - 日本国内向けVHSビデオデッキ生産を2011年限りで終了した旨を公式発表（海外向けVHSデッキ生産は継続）。
- 6月27日 - パナソニック代表取締役会長に就任。